# Arbeitskreis Architektur und Freikirche

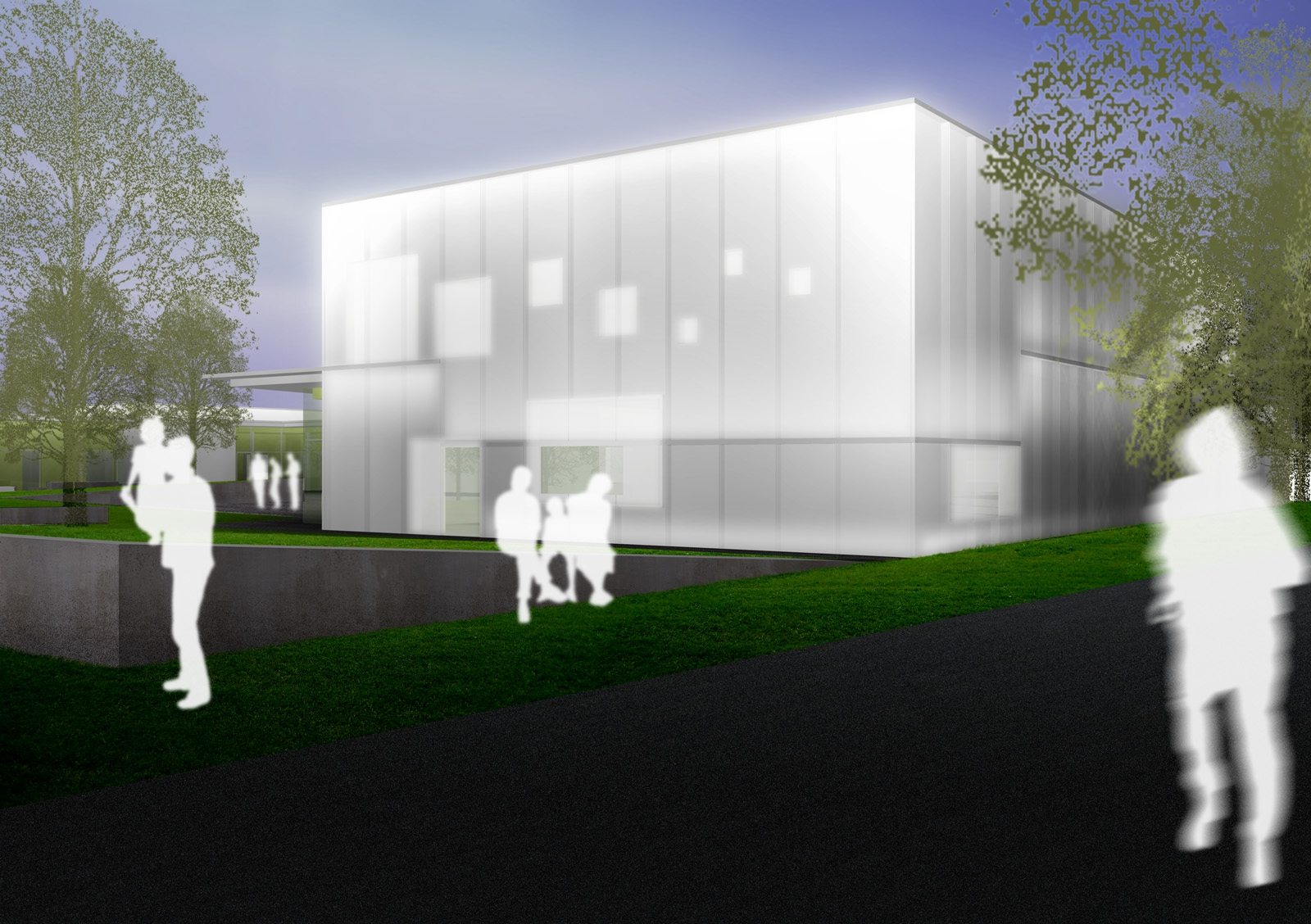
Entwurf für den Neubau einer Baptistenkirche in Dormagen

Der interkonfessionelle Arbeitskreis Architektur und Freikirche wurde 1986 als gemeinsame Einrichtung zweier Freikirchen ins Leben gerufen. Wirkungsfeld dieses Arbeitskreises, in dem Architekten und Theologen mit freikirchlichem Hintergrund mitarbeiten, ist vor allem der Bund Evangelisch-Freikirchlicher Gemeinden und der Bund Freier evangelischer Gemeinden. Bauwillige Ortsgemeinden beider Bünde sind gehalten, sich mit den Empfehlungen dieses Arbeitskreises auseinanderzusetzen und dessen Beratungsangebot in Anspruch zu nehmen. Ein vom Arbeitskreis entwickeltes Handbuch soll den Gemeinden für ihre Planungsvorhaben eine erste Orientierung bieten.

## Hintergrund

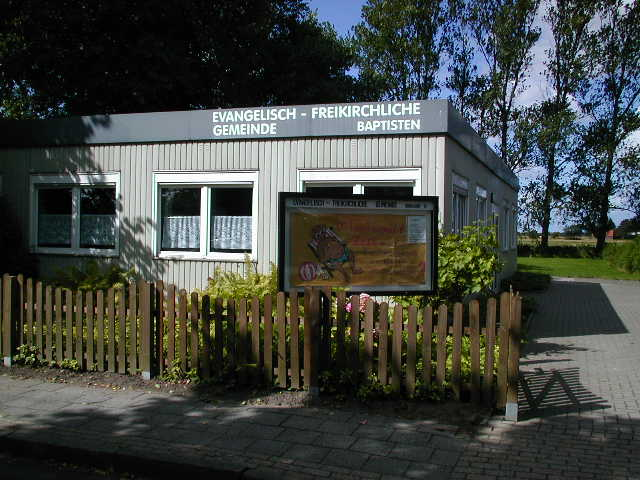
Container als evangelisch-freikirchliches Gotteshaus

In einem Aufsatz zur Ästhetik des Gottesdienstraumes schrieb Ulrich Arndt, Mitglied des Arbeitskreises Architektur und Freikirche: „In der Tradition freikirchlicher Gemeinden sollte - auf den Punkt gebracht - das Äußere ursprünglich nicht viel bedeuten. Weder Formen noch Formeln, weder Kunst noch Kleider waren wichtig.“
Freikirchliche Gemeinden, insbesondere solche kongregationalistischer Prägung, haben also von ihrer Geschichte her ein gespaltenes Verhältnis zum Sakralbau. Einerseits begreifen sie Kirche primär als das aus „lebendigen Steinen erbaute Haus Gottes“ und als versammelte Gemeinschaft der Gläubigen. Der Ort, an dem die Gemeinde sich versammelt, spielt deshalb in weiten Teilen dieser freikirchlichen Bewegung auch heute noch eine untergeordnete Rolle. Wenn die Gemeinde Jesu sich versammelt, wird das Wohnzimmer, das angemietete Hinterzimmer einer Gastwirtschaft oder das umgebaute Ladenlokal zum Ort der Gegenwart Gottes und damit i. w. S. zum Sakralbau. Andererseits spürten die freikirchlichen Gemeinden trotz dieses Ansatzes schon in ihrer Frühzeit, dass eine wachsende Gemeindearbeit entsprechende Räumlichkeiten benötigt. Auch stellten sie fest, dass durch ein Kirchengebäude die öffentliche Akzeptanz einer Glaubensgemeinschaft steigt und sich dadurch neue missionarische Möglichkeiten ergeben. Dass dennoch dem Sakralbau gegenüber eine kritische Haltung blieb, machen schon die Bezeichnungen deutlich, die man in der Anfangsphase des freikirchlichen Kirchenbaus den Sakralgebäuden gab: Versammlungslocal, Bethaus und Kapelle. Erst seit den 1960er Jahren wird zunehmend der Begriff Kirche verwendet.

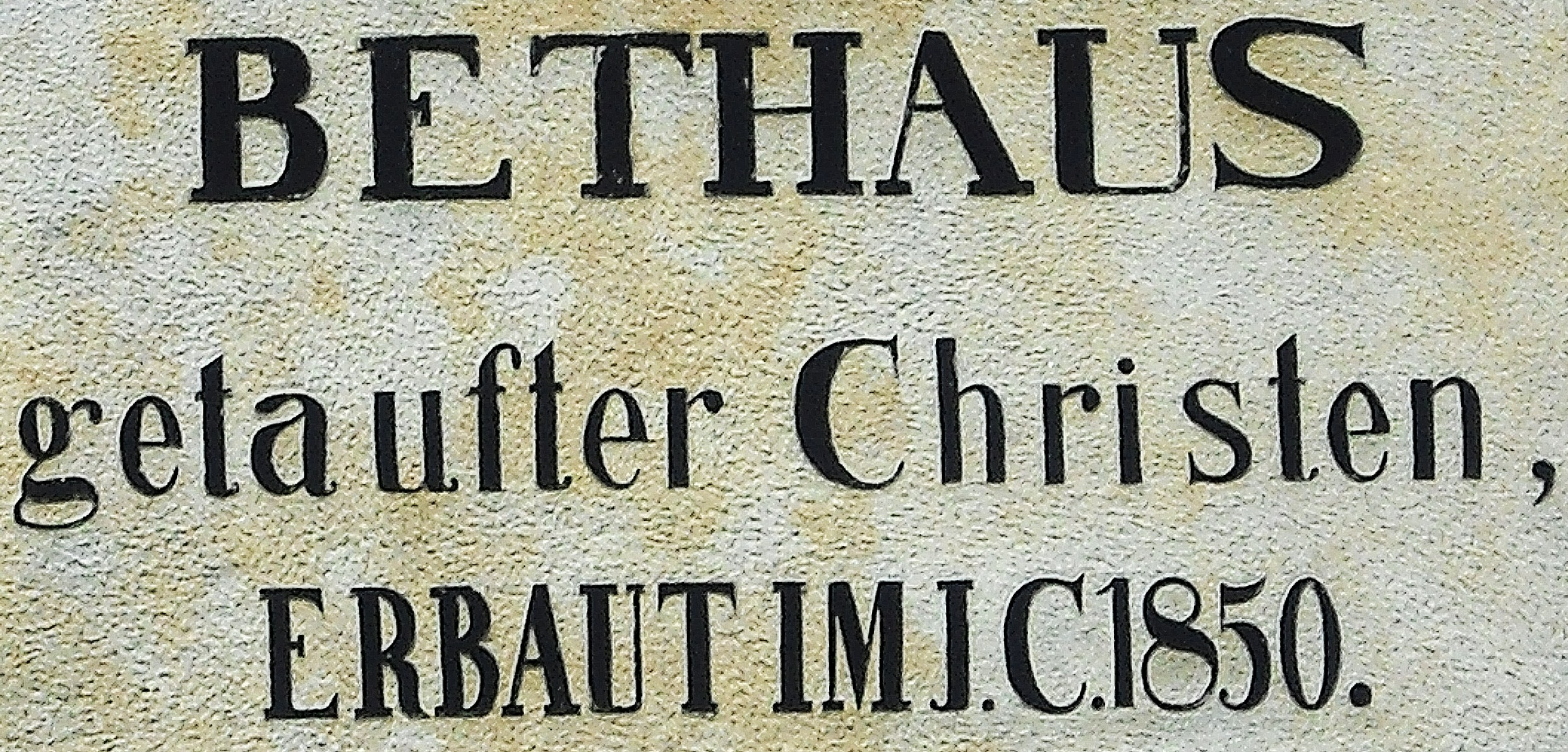
Sandsteintafel am Giebel des baptistischen Bethauses Westerstede-Felde

Eine besondere Blockade des freikirchlichen Kirchenbaus in der Vergangenheit bildeten allerdings auch die strengen, gegen die Freikirchen gerichteten Bauvorschriften. So durften freikirchliche Gotteshäuser teilweise nur auf Hinterhofgrundstücken errichtet werden, wie dieses zum Beispiel in Berlin der Fall war (vgl. die Friedenskirche in Berlin-Charlottenburg). Der Bau von Glockentürmen war ihnen lange verwehrt; einzelne Ausnahmen (wie zum Beispiel die Christuskirche in Hamburg-Altona 1915) waren auch innerfreikirchlich umstritten. Erst nach dem Ende des Zweiten Weltkriegs zeichnete sich hier ein grundsätzlicher Wandel ab.
Eine weitere Besonderheit kennzeichnet den freikirchlichen Kirchenbau: Während in den Volkskirchen immer wieder der Bau einer neuen Kirche als Mittel der Gemeindebildung aufgefasst worden ist, gehen Freikirchen eher den umgekehrten Weg: Sie gründen Gemeinden und diese bauen dann entsprechend ihrer Bedürfnisse und Mittel ihr Gemeindezentrum.

## Ziele

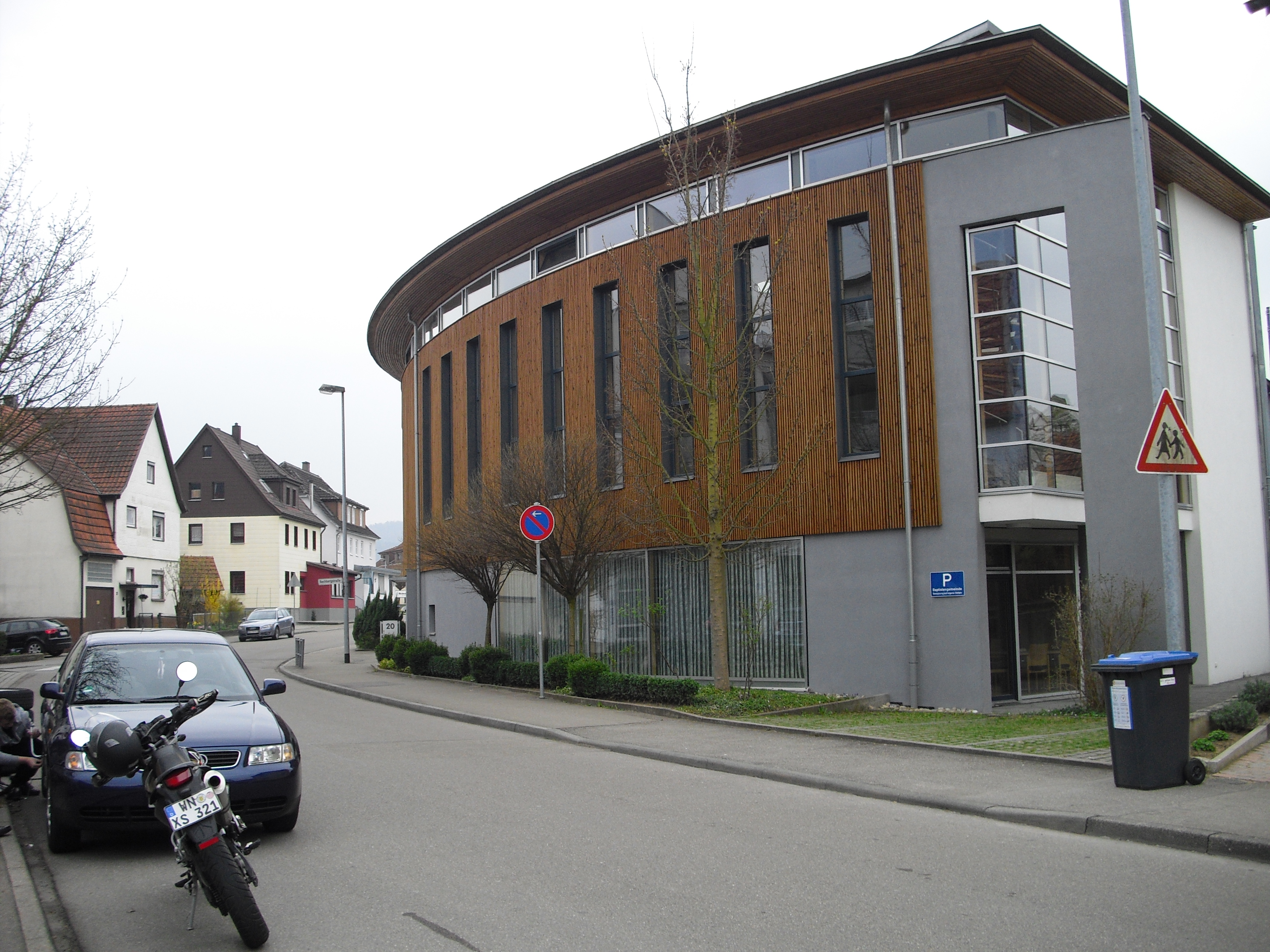
Baptistenkirche Urbach: Freikirchlicher Architekturpreis 2003

Der Arbeitskreis versucht vor diesem Hintergrund, einerseits die niveauvolle Gestaltung freikirchlicher Kirchenbauten und -umbauten zu steigern und andererseits dafür Sorge zu tragen, dass sich freikirchliche Ekklesiologie und Architektur verbinden. In dem vom Arbeitskreis herausgegebenen Handbuch heißt es deshalb: In diesem Zusammenhang sehen wir es als notwendig, dass sich eine bauwillige Gemeinde intensiv mit der Frage nach dem Verständnis des Evangeliums, des Wesens und Auftrags der Gemeinde beschäftigt. [...] Die die Freikirchen prägenden Grundsätze des allgemeinen Priestertums haben eine Bandbreite von Arbeitsstrukturen, Gottesdienstformen, Führungsstrukturen etc. in den Gemeinden entstehen lassen. Daher erscheint es wichtig, die geistliche „Identität“ der Gemeinde zu definieren. (Handbuch, S. 7).
Überhaupt erscheint dem Arbeitskreis die gesamte Bau- und Finanzplanung als Sache der gesamten örtlichen Gemeinde, die von Anfang an in das Bauvorhaben miteinbezogen werden sollte (Handbuch, ebd.).
Zwei Merkmale kennzeichnen nach Ansicht des Arbeitskreises den freikirchlichen „Sakralraum“:
1. Er ist vor allem ein Versammlungsort der Gemeinde und nicht so sehr ein Andachtsort des „vereinzelten Daseins vor Gott“ und
2. können Tendenzen, den Kirchenraum auf den Ort des Abendmahls (wie gegenwärtig in evangelischen Kirchen und der katholischen Kirche zu erkennen) auszurichten, in freikirchlichen Gemeinden derzeit nicht festgestellt werden.[4]

## Programm
Schwerpunkt des Arbeitskreises sind die seit Mitte der 1980er Jahre in loser Reihenfolge Kirchenbautagungen zu Fragen des freikirchlichen Bauens. Sie stehen jeweils unter einem besonderen Thema (zum Beispiel: 2006: Licht und Raum; 2003: Zur Bedeutung von Farbe für den gottesdienstlichen Raum und Gemeindezentren). Daneben werden jährlich mehrtägige Exkursionen angeboten, die am konkreten Beispiel die architektonischen Entwicklungen im Kirchenbau veranschaulichen sollen.
Ein weiterer Schwerpunkt bildet die Beratungsarbeit bauwilliger Gemeinden. Dafür ist mit Unterstützung der beiden Gemeindebünde und deren Spar- und Kreditbanken ein Handbuch für bauwillige Gemeinden entwickelt worden, das auch online eingesehen werden kann.

## Freikirchlicher Architekturpreis
Der Arbeitskreis lobt seit 1993 einen besonderen Architekturpreis aus, der alle fünf Jahre durch eine sachverständige Jury vergeben wird. Gewinner des freikirchlichen Architekturpreises 2003 waren die Freie evangelische Gemeinde Erfurt (Architekten: Hestermann, König, Schmidt & Partner in Erfurt) sowie die Evangelisch-Freikirchliche Gemeinde (Baptisten) Urbach (Architekten: PIA – Prof. Löffler, Schneider, Schmeling, Leicht in Karlsruhe). Mit dem Architekturpreis 2010 wurden der Umbau der Freien evangelischen Gemeinde Berlin-Tempelhof (Architekturbüro Müntinga und Puy in Bad Arolsen) und der Neubau der Baptistengemeinde Bamberg (Architekt Ulrich Arndt in Berlin) ausgezeichnet. Die Preisgelder kommen den Gemeinden zugute.